# Sinularia portieri
Sinularia portieri is een zachte koraalsoort uit de familie Alcyoniidae. De koraalsoort komt uit het geslacht Sinularia. Sinularia portieri werd in 1980 voor het eerst wetenschappelijk beschreven door Verseveldt. 